# I Want It All (album)
I Want It All – trzeci studyjny album amerykańskiego rapera Warrena G. Został wydany 12 października, 1999 roku nakładem wytwórni Restless Records. Gościnnie występują Nate Dogg, Kurupt i Daz Dillinger z Tha Dogg Pound, Mack 10, Jermaine Dupri czy Slick Rick.

## Lista utworów
| Nr | Utwór                   | Goście                                 | Czas |
| -- | ----------------------- | -------------------------------------- | ---- |
| 1  | Intro                   |                                        | 0:37 |
| 2  | Gangsta Love            | Kurupt, Nate Dogg & RBX                | 4:02 |
| 3  | Why Oh Why              | Daz Dillinger & Kurupt                 | 4:01 |
| 4  | Dollars Make Sense      | Kurupt & Crucial Conflict              | 4:31 |
| 5  | I Want It All           | Mack 10                                | 5:07 |
| 6  | Havin' Things           | Jermaine Dupri & Nate Dogg             | 3:00 |
| 7  | You Never Know          | Snoop Dogg, Phats Bossi & Reel Tight   | 3:44 |
| 8  | My Momma (Ola Mae)      |                                        | 4:33 |
| 9  | G-Spot                  | El DeBarge & Val Young                 | 5:16 |
| 10 | We Got That             | Eve, Drag-On & Shadow                  | 3:45 |
| 11 | Dope Beat               |                                        | 3:19 |
| 12 | World Wide Ryders       | Neb Love & K-Bar                       | 3:57 |
| 13 | Game Don't Wait         | Nate Dogg & Snoop Dogg & Xzibit        | 4:15 |
| 14 | If We Give You A Chance | Slick Rick, Phats Bossi & Val Young    | 4:13 |
| 15 | I Want It All (Remix)   | Memphis Bleek, Drag-On & Tikki Diamond | 4:14 |
| 16 | Outro                   |                                        | 1:32 |